# Domantas Sabonis
Domantas Sabonis (Portland, Oregón, 3 de mayo de 1996) es un jugador de baloncesto lituano, nacionalizado estadounidense, que pertenece a la plantilla de los Sacramento Kings de la NBA. Con 2,08 metros de estatura, juega en el puesto de ala-pívot o de pívot. Es hijo del exjugador de baloncesto lituano Arvydas Sabonis.

## Trayectoria

### España
Comenzó a jugar al baloncesto en el club EBG Málaga, de donde pasó a la cantera de Unicaja en categoría infantil. Debutó en el primer equipo con 16 años, el 5 de septiembre de 2012 con el Unicaja de Málaga contra el Cibona Zagreb. En verano de 2013 pasa a pertenecer a la primera plantilla del Unicaja de Málaga.

### Universidad
En 2014 se marcha a los Gonzaga Bulldogs de la División I de la NCAA, rechazando un contrato de 3 temporadas y 650.000 € del Unicaja. En su primera temporada con los Bulldogs promedió 9,7 puntos y 7,1 rebotes por partido, lo que le valió para ser incluido en el mejor quinteto de novatos de la West Coast Conference y en el segundo equipo absoluto de la conferencia.
Al año siguiente mejoró hasta promediar 17,6 puntos y 11,8 rebotes por partido, siendo incluido en el mejor quinteto de la conferencia.

### NBA

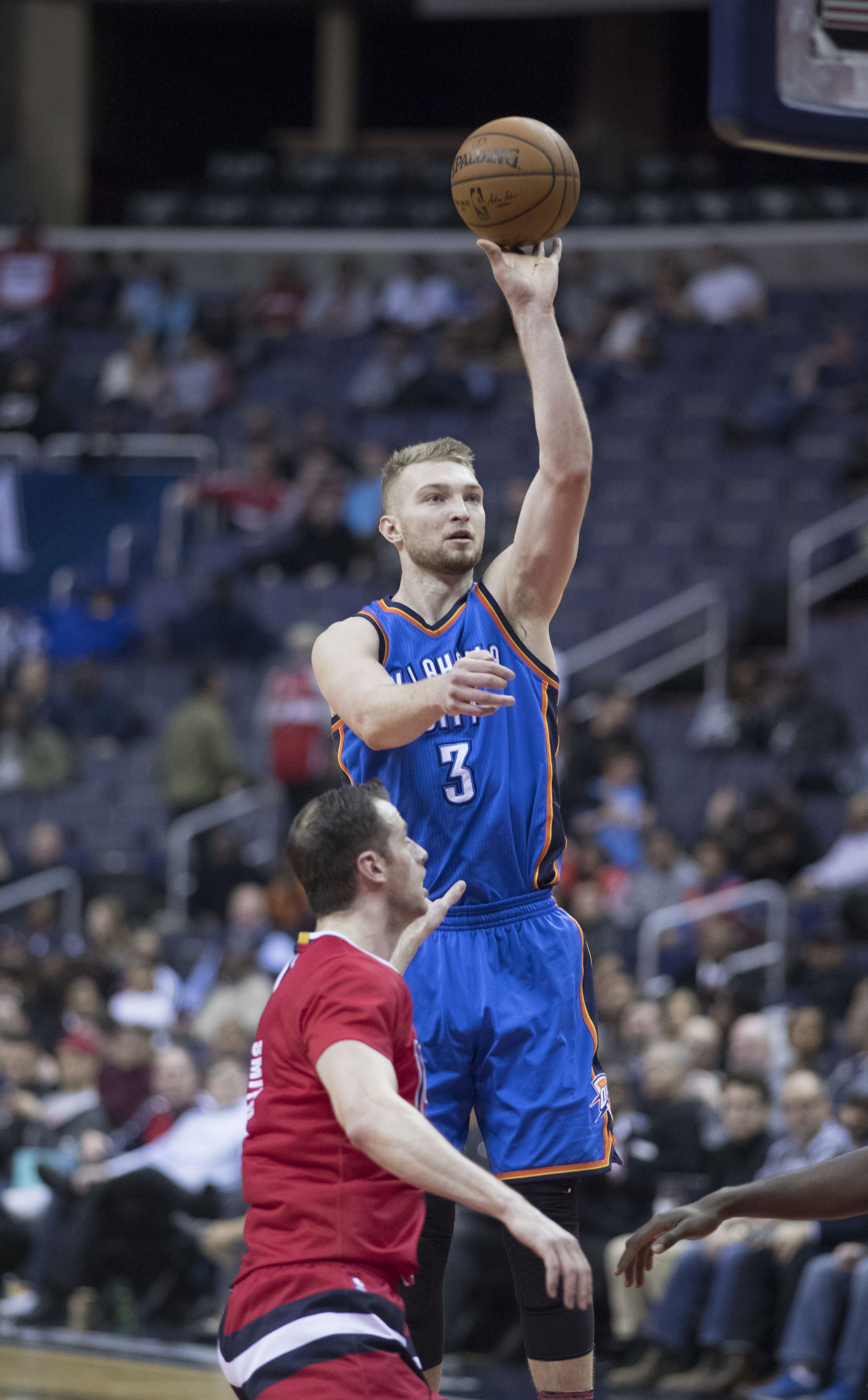
Sabonis con Oklahoma City Thunder en 2017.

Fue elegido en la undécima posición del Draft de la NBA de 2016 por Orlando Magic, pero fue traspasado esa misma noche a los Oklahoma City Thunder junto con Ersan İlyasova y Victor Oladipo a cambio de Serge Ibaka. Debutó como titular el 26 de octubre ante Philadelphia 76ers, consiguiendo 5 puntos y 4 rebotes.
En su primera temporada en la NBA, Domantas consigue hacerse con un hueco en el equipo, si bien con un rol menor. Tras ser titular buena parte de la temporada, apenas juega en playoff.
El 6 de julio de 2017 Sabonis es traspasado nuevamente junto a Oladipo, en este caso a Indiana Pacers a cambio de Paul George. En Indiana irá adquiriendo cada vez más importancia. En sus dos primeras temporadas en el equipo es suplente. En la tercera, pasa a ser titular, convirtiéndose en una de las referencias ofensivas del equipo y siendo convocado para el All-Star Game de 2020.
El 26 de febrero de 2021, fue elegido como reemplazo, para disputar su segundo All-Star Game, que se celebró en Atlanta.
Durante su quinta temporada en Indiana, el 28 de enero de 2022, ante Oklahoma City Thunder logra un triple doble de 24 puntos, 18 rebotes y 10 asistencias. El 8 de febrero, es traspasado junto a Jeremy Lamb, Justin Holiday a Sacramento Kings a cambio de Tyrese Haliburton, Buddy Hield y Tristan Thompson.
Al comienzo de su segunda temporada en Sacramento, el 13 de noviembre de 2022 ante Golden State Warriors, registra un doble-doble de 26 puntos y 22 rebotes. El 2 de febrero de 2023 se anunció su participación en el All-Star Game de Salt Lake City, siendo la tercera nominación de su carrera. Al término de la temporada regular, finalizó como el máximo reboteador de la temporada (12,3), por primera vez en su carrera.
El 1 de julio de 2023 firmó una ampliación de su contrato con los Kings por cinco temporadas con una extensión de 195 millones de dólares. Durante su tercera temporada con los Kings, el 3 de enero de 2024 ante Orlando Magic, consigue un triple-doble de 22 puntos, 23 rebotes y 12 asistencias. El 26 de febrero logó su vigésimo triple-doble de la temporada, convirtiéndose en el sexto jugador que logra dicha cifra a lo largo de la historia de la NBA tras Oscar Robertson (5 veces), Russell Westbrook (4), Wilt Chamberlain (2), Nikola Jokić y James Harden (1). El 25 de marzo de 2024 logró su doble-doble número 67 de la temporada, el 54 de manera consecutiva, con el que supera a Kevin Love (53 en la temporada 10-11) y logra la mayor racha de dobles dobles consecutivos desde la fusión de la NBA y la ABA (1976). Su racha de dobles-dobles termina con 61 consecutivos el 9 de abril. Terminó la temporada regular siendo el líder en rebotes con 13,66 por encuentro.
Al comienzo de su cuarto año en Sacramento, el 6 de noviembre de 2024 ante Toronto Raptors, registra un triple-doble (el tercero de la temporada para él), al conseguir 17 puntos, 11 rebotes, 13 asistencias, además lo hizo sin fallar un solo lanzamiento. El 10 de enero de 2025 anota 23 puntos y captura 28 rebotes, récord personal, ante Boston Celtics. El 3 de febrero alcanzó los 10.000 puntos en su carrera, convirtiéndose en el tercer jugador en la historia de la NBA más rápido en lograr 10 000 puntos, 6000 rebotes y 3000 asistencias, al conseguirlo en 622 partidos, solo superado por Larry Bird (574) y Nikola Jokić (576). Terminó la temporada regular siendo el líder en rebotes, por tercer año consecutivo, con 13,89 por encuentro.

### Selección nacional
Sabonis hizo su debut internacional con la selección nacional de Lituania en el Campeonato de Europa de 2012 FIBA Sub-16, promediando 14,4 puntos, 14,4 rebotes y 2,4 asistencias por partido. Cogió  27 rebotes contra Polonia el 27 de julio (récord del torneo). En 2013, jugó el Campeonato Europeo de Baloncesto Masculino Sub-18 disputado en Letonia, repitiendo al año siguiente, en 2014 en Turquía. 
En 2015, participó en el Campeonato Europeo de Baloncesto Masculino Sub-20 disputado en Italia, donde registró el récord del campeonato en rebotes, con 28 en un partido, y fue llamado por primera vez con la selección absoluta debutando el 19 de julio ante Australia, y estableciendo así el récord del jugador más joven con la selección lituana (19 años, 2 meses y 26 días), superando a Jonas Valančiūnas (19 años y 3 meses).
En septiembre de 2015, formó parte de la plantilla de la selección de baloncesto de Lituania en el EuroBasket 2015, campeonato en el que lograron la medalla de plata.
Al año siguiente, fue parte del combinado lituano que disputó los Juegos Olímpicos de Río 2016 que terminó en séptimo lugar.
En septiembre de 2022 disputó con el combinado absoluto lituano el EuroBasket 2022, finalizando en decimoquinta posición.

## Estadísticas de su carrera en la NBA
|  | Líder de la liga |

### Temporada regular
| Año      | Equipo        | PJ  | PT  | MPP  | %TC  | %3P  | %TL  | RPP  | APP | ROB | TPP | PPP  |
| -------- | ------------- | --- | --- | ---- | ---- | ---- | ---- | ---- | --- | --- | --- | ---- |
| 2016-17  | Oklahoma City | 81  | 66  | 20.1 | .399 | .321 | .657 | 3.6  | 1.0 | .5  | .4  | 5.9  |
| 2017-18  | Indiana       | 74  | 19  | 24.5 | .514 | .351 | .750 | 7.7  | 2.0 | .5  | .4  | 11.6 |
| 2018-19  | Indiana       | 74  | 5   | 24.8 | .590 | .529 | .715 | 9.3  | 2.9 | .6  | .4  | 14.1 |
| 2019-20  | Indiana       | 62  | 62  | 34.8 | .540 | .254 | .723 | 12.4 | 5.0 | .8  | .5  | 18.5 |
| 2020-21  | Indiana       | 62  | 62  | 36.0 | .535 | .321 | .732 | 12.0 | 6.7 | 1.2 | .5  | 20.3 |
| 2021-22  | Indiana       | 47  | 46  | 34.7 | .580 | .324 | .740 | 12.1 | 5.0 | 1.0 | .5  | 18.9 |
| 2021-22  | Sacramento    | 15  | 15  | 33.6 | .554 | .235 | .743 | 12.3 | 5.8 | .9  | .3  | 18.9 |
| 2022-23  | Sacramento    | 79  | 79  | 34.6 | .615 | .373 | .742 | 12.3 | 7.3 | .8  | .5  | 19.1 |
| 2023-24  | Sacramento    | 82  | 82  | 35.7 | .594 | .379 | .704 | 13.7 | 8.2 | .9  | .6  | 19.4 |
| 2024-25  | Sacramento    | 70  | 70  | 34.7 | .590 | .417 | .754 | 13.9 | 6.0 | .7  | .4  | 19.1 |
| Total    | Total         | 646 | 506 | 30.8 | .560 | .347 | .729 | 10.7 | 4.9 | .8  | .5  | 16.1 |
| All-Star | All-Star      | 3   | 0   | 16.2 | .571 | —    | .500 | 3.7  | .7  | .0  | .0  | 3.3  |

### Playoffs
| Año   | Equipo        | PJ | PT | MPP  | %TC  | %3P  | %TL   | RPP  | APP | ROB | TPP | PPP  |
| ----- | ------------- | -- | -- | ---- | ---- | ---- | ----- | ---- | --- | --- | --- | ---- |
| 2017  | Oklahoma City | 2  | 0  | 3.0  | .000 | .000 | 1.000 | 1.0  | .0  | .5  | .5  | 2.0  |
| 2018  | Indiana       | 7  | 0  | 23.7 | .581 | .143 | .778  | 4.6  | .7  | .1  | .3  | 12.4 |
| 2019  | Indiana       | 4  | 0  | 24.0 | .414 | .250 | .643  | 7.3  | 4.0 | .8  | .3  | 8.5  |
| 2023  | Sacramento    | 7  | 7  | 34.7 | .495 | .200 | .571  | 11.0 | 4.7 | 1.4 | .9  | 16.4 |
| Total | Total         | 20 | 7  | 25.6 | .503 | .176 | .672  | 7.0  | 2.7 | .8  | .5  | 12.0 |

## Vida personal
Domantas es hijo de Arvydas Sabonis (n. 1964), legendario jugador de baloncesto lituano incluido en el Salón de la Fama del Baloncesto (Basketball Hall of Fame) y que jugó en los Portland Trail Blazers entre 1995 y 2003 (motivo por el que Domantas nació en Portland). Sus dos hermanos mayores, Žygimantas (n. 1991) y Tautvydas (n. 1992), también son jugadores de baloncesto en diferentes ligas europeas. Tiene una hermana menor, Aušrinė (n. 1997). Cuando le preguntaron a Arvydas si alguno de sus hijos seguiría sus pasos en el baloncesto, distinguió a Domantas por su terquedad y porque es zurdo.[cita requerida]